# Erato
Erato er kærlighedsdigtningens, samt den erotiske og lyriske digtnings muse i den græske mytologi. Erato er datter af Zeus og Mnemosyne.